# La Tortuga, Guanajuato
La Tortuga är en ort i Mexiko.   Den ligger i kommunen Coroneo och delstaten Guanajuato, i den sydöstra delen av landet, 150 km nordväst om huvudstaden Mexico City. La Tortuga ligger 2 284 meter över havet och antalet invånare är 125.
Terrängen runt La Tortuga är kuperad söderut, men norrut är den platt. Runt La Tortuga är det ganska glesbefolkat, med 50 invånare per kvadratkilometer. Närmaste större samhälle är Coroneo, 1,7 km nordost om La Tortuga. I omgivningarna runt La Tortuga växer huvudsakligen savannskog.